# HDCAM

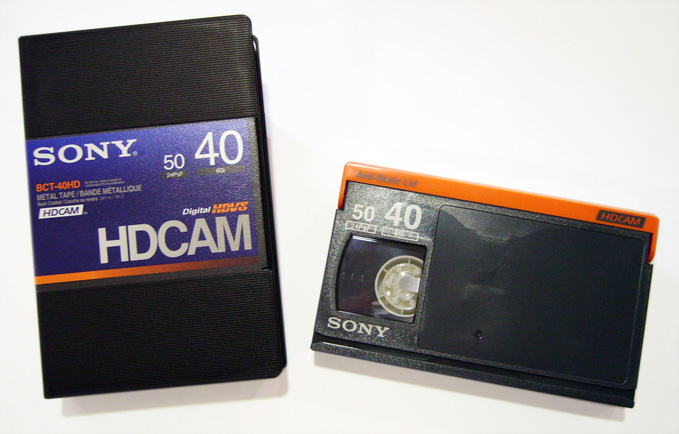
HDCAM tape.

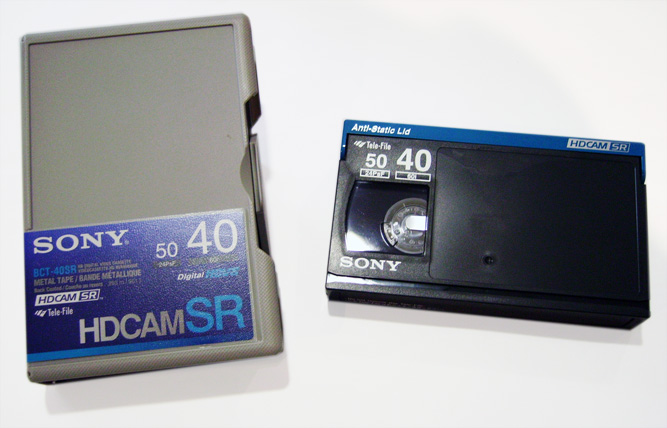
HDCAM SR tape.

HDCAM, introducida en 1997, es una versión de vídeo digital de alta definición de Betacam digital, usando una grabación de 3:1:1 comprimida con transformada de coseno discreta de 8 bits (DCT), con una resolución de 1440x1080 y añadiendo 24p y 23.976 modos progresivos de trama segmentada (PsF) a modelos posteriores.  El códec HDCAM utiliza píxeles rectangulares y, como tal, el contenido grabado de 1440x1080 está sobremuestreo a 1920x1080 en reproducción.  La velocidad de transmisión de vídeo grabada es de 144 Mbit/s.  El audio también es similar, con cuatro canales de audio digital AES3 de 20 bits y 48 kHz.
Al igual que Betacam, las cintas HDCAM se producen en tamaños de casete pequeños y grandes;  el casete pequeño utiliza el mismo factor de forma que el Betamax original.
El principal competidor de HDCAM es el formato DVCPRO HD ofrecido por Panasonic. Utiliza un esquema de compresión similar y velocidades de bits que varían de 40 Mbit/s a 100 Mbit/s dependiendo de la velocidad de fotogramas.
HDCAM está estandarizado como SMPTE 367M , también conocido como SMPTE D-11 .

## SMPTE 367M
SMPTE 367M, también conocido como SMPTE D-11, es el estándar SMPTE para HDCAM.  El estándar especifica la compresión de vídeo digital de alta definición.  Las velocidades de imagen fuente D11 pueden ser 24, 24/1.001, 25 o 30/1.001 fotogramas por segundo de exploración progresiva, o 50 o 60/1.001 campos por segundo entrelazados;  la compresión produce tasas de bits de salida que oscilan entre 112 y 140 Mbit/s.  Cada trama de origen D11 está compuesta por un canal de luminancia de 1920x1080 píxeles y un canal de crominancia de 960x1080 píxeles.  Durante la compresión, el canal de luminancia de cada trama está  sometido a una submuestra de 1440x1080, mientras que el canal de crominancia está sometido a una submuestra de 480x1080.